# Ilya Kubyshkin
Ilya Anatolyevich Kubyshkin (tiếng Nga: Илья Анатольевич Кубышкин; sinh ngày 12 tháng 1 năm 1996) là một cầu thủ bóng đá người Nga. Anh thi đấu cho FC Avangard Kursk.

## Sự nghiệp câu lạc bộ
Anh có màn ra mắt tại Giải bóng đá Quốc gia Nga cho F.K. Zenit-2 St. Petersburg vào ngày 27 tháng 3 năm 2016 trong trận đấu với F.K. Luch-Energiya Vladivostok.